# Калавасос
Калавасо̀с (на гръцки: Καλαβασός) е село в Кипър, окръг Ларнака. Според статистическата служба на Република Кипър през 2001 г. селото има 644 жители.
Намира се на 6 km северно от Зиги.